# Paradelia lunatifrons
Paradelia lunatifrons är en tvåvingeart som först beskrevs av Zetterstedt 1846.  Paradelia lunatifrons ingår i släktet Paradelia och familjen blomsterflugor. Arten är reproducerande i Sverige. Inga underarter finns listade i Catalogue of Life.